# Raveniola dunini
Espèce
Raveniola dunini est une espèce d'araignées mygalomorphes de la famille des Nemesiidae.

## Distribution
Cette espèce se rencontre en Azerbaïdjan, en Arménie et en Iran en Azerbaïdjan oriental,.

## Description
Le mâle holotype mesure 13,20 mm et la femelle paratype 13,65 mm.

## Étymologie
Cette espèce est nommée en l'honneur de Peter Mikhailovitch Dunin (1952–1998).

## Publication originale
- Zonstein, Kunt & Yağmur, 2018 : A revision of the spider genus Raveniola (Araneae, Nemesiidae). I. Species from Western Asia. European Journal of Taxonomy, no 399, p. 1-93 (texte intégral).